# Lejsčík novozélandský
Lejsčík novozélandský (Petroica macrocephala) je malý pěvec z čeledi lejsčíkovití (Petroicidae), který je endemický Novému Zélandu včetně některých jeho přilehlých souostroví. Tvoří 5 poddruhů, které se od sebe liší ve velikosti těla a barvách opeření. Lejsčík novozélandský patří k ptákům, kteří se poměrně dobře adaptovali na změny habitatu, které s sebou přinesl člověk.

## Systematika a rozšíření
Lejsčík novozélandský náleží do rodu austroasijských lejsčíků Petroica. Tvoří 5 poddruhů, přičemž každý poddruh je rozšířen na jiné skupině ostrovů. Bylo navrženo, že 4 z těchto poddruhů představují samostatné druhy (všechny až na chathamský poddruh), nicméně analýzy DNA takové závěry nepotvrdily. Nadále se tak rozlišuje 5 poddruhů s následujícím rozšířením:
- P. m. toitoi (Lesson, RP & Garnot, 1828) – maorsky miromiro – Severní ostrov a jeho satelitní ostrovy
- P. m. macrocephala (Gmelin, JF, 1789) – maorsky Ngirungiru – Jižní a Stewartův ostrov a jejich satelitní ostrovy
- P. m. dannefaerdi (Rothschild, 1894) – maorsky Ngirungiru – Snárské ostrovy
- P. m. chathamensis Fleming, CA, 1950 – maorsky Ngirungiru – Chathamské ostrovy (od roku 1975 je vyhynulý na Chathamově ostrově)
- P. m. marrineri (Mathews & Iredale, 1913) – Aucklandovy ostrovy

Typový poddruh subsp. macrocephala poprvé popsal Johann Friedrich Gmelin v roce 1789 na základě exempláře, který byl opatřen během druhé Cooky plavby v Dusky Sound.

Vybraná dobová vyobrazení
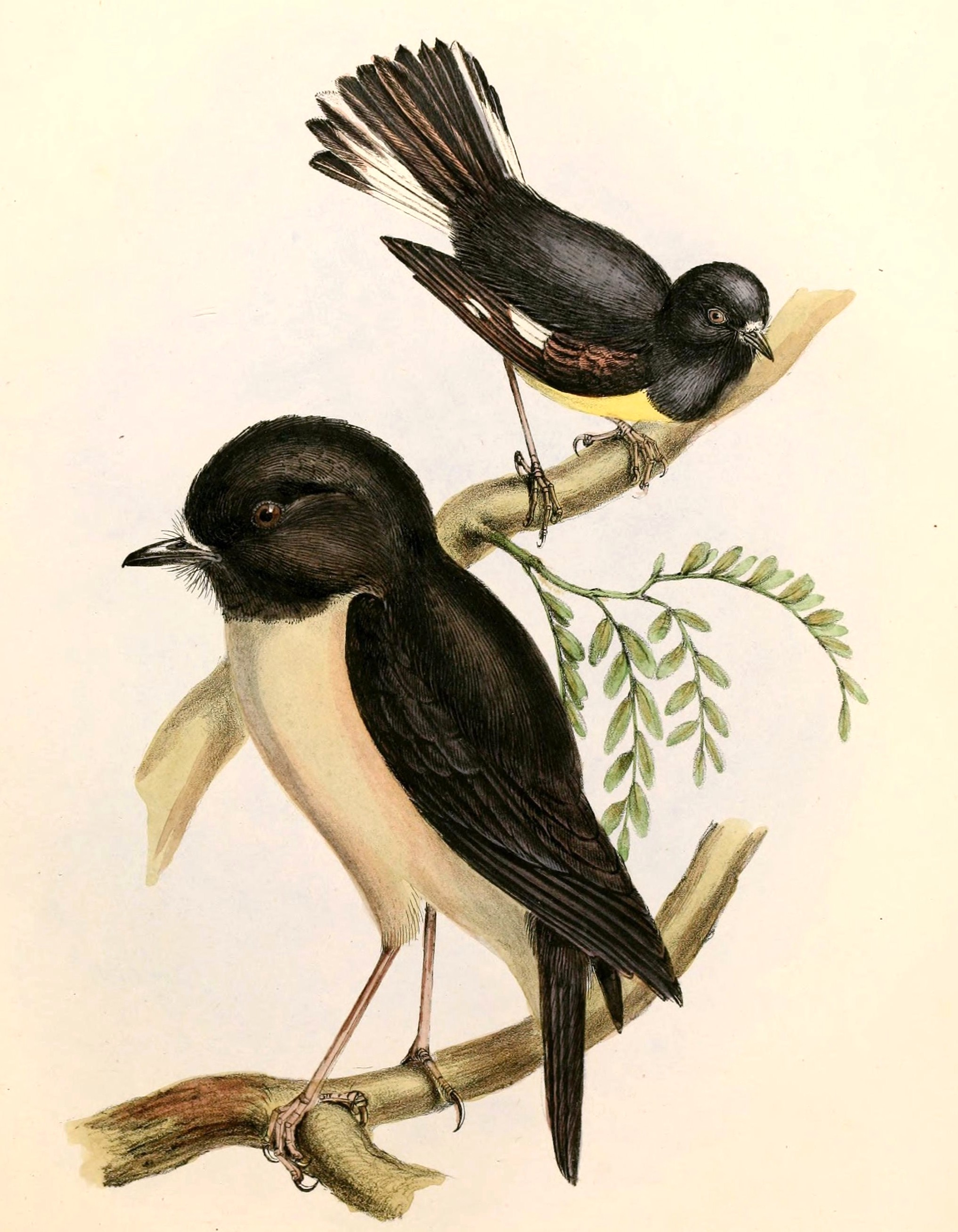
Lejsčík novozélandský (vlevo, 1845–1848)
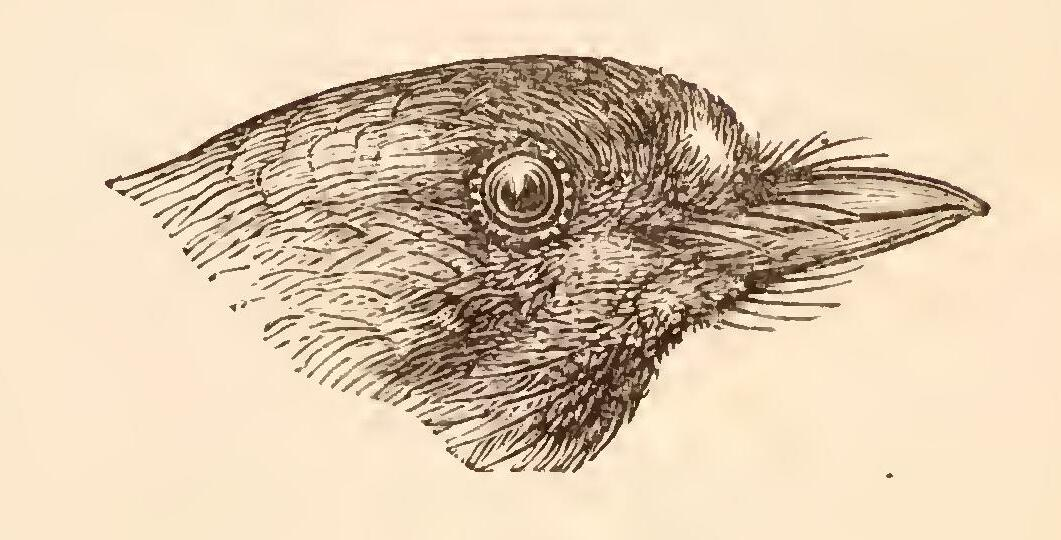
Kresba hlavy (Walter Buller, 1888)
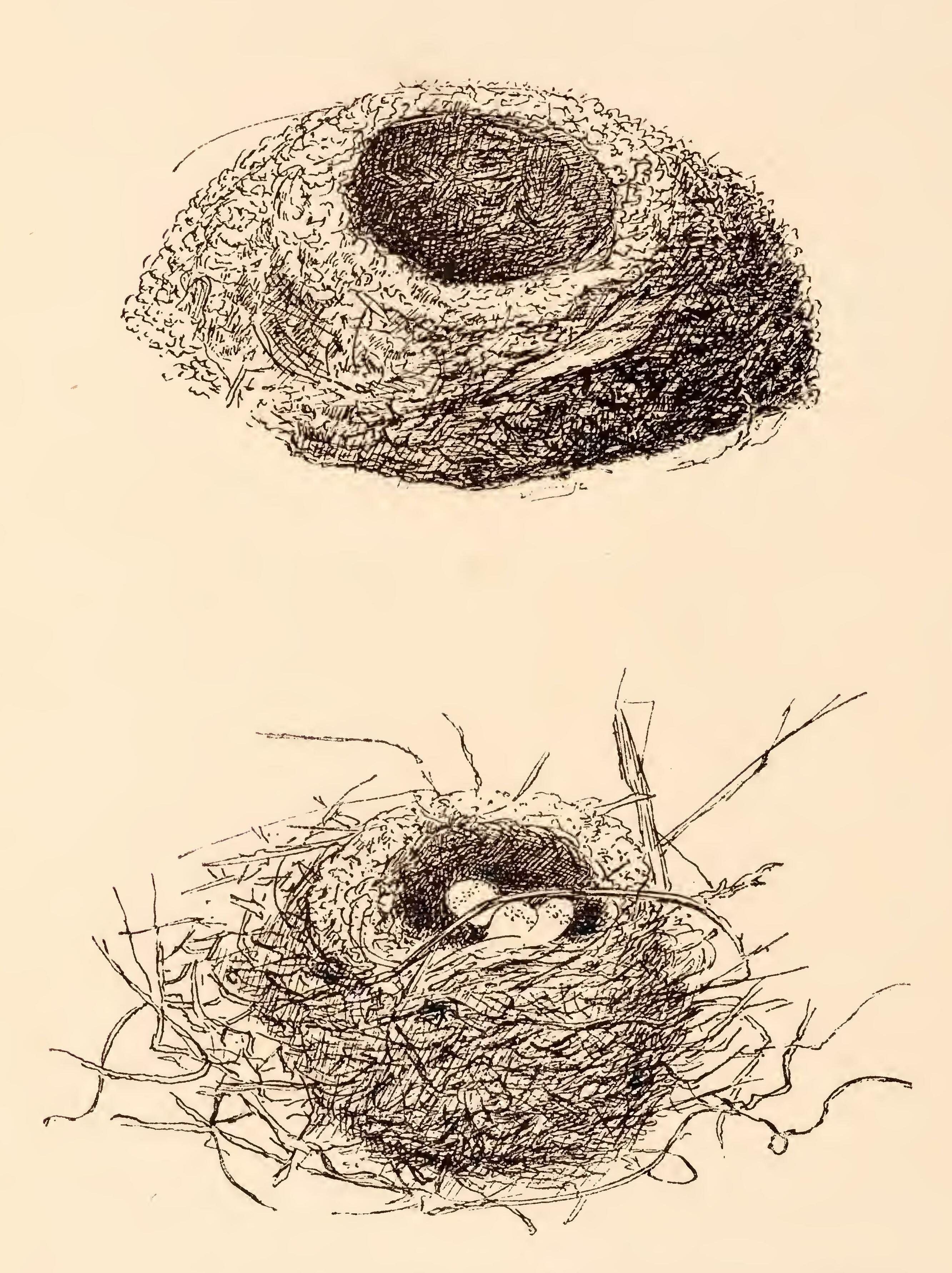
Kresba hnízda (Walter Buller, 1888)

## Popis

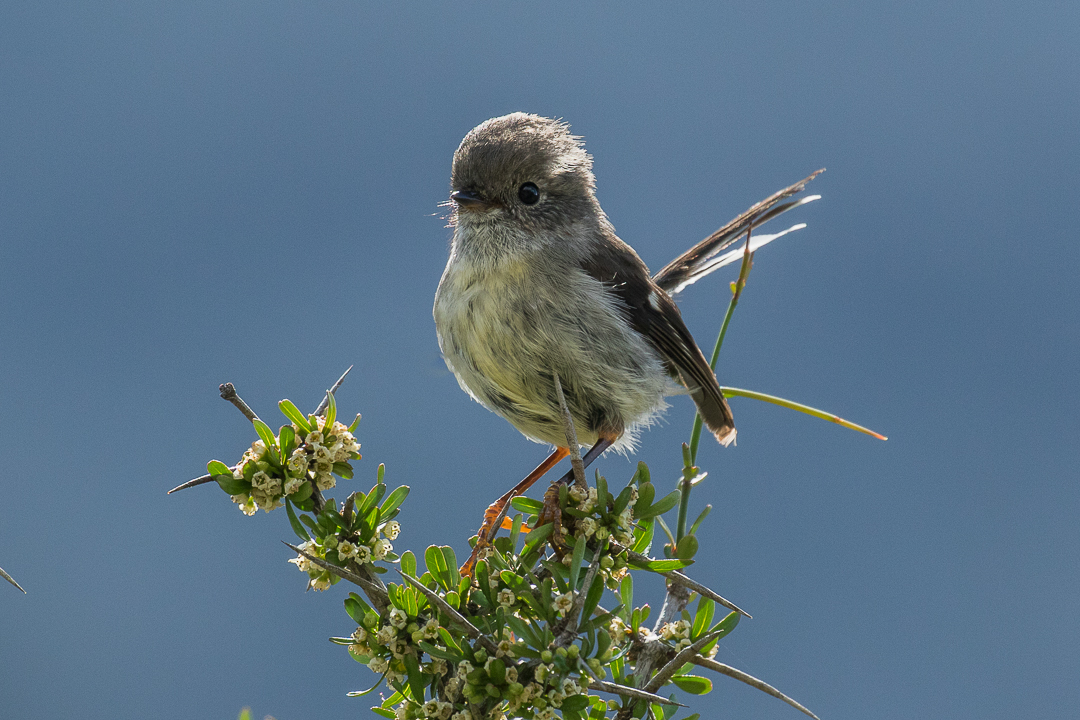
Subsp. macrocephala

Jedná se o malého lesního pěvce s velkou hlavou a krátkým ocasem. Délka těla se pohybuje kolem 13 cm, váha kolem 11 g. Poddruhy se mírně liší ve velikost a barvě opeření. Výjimkou je subsp. dannefaerdi, který je cele černý, nedospělí jedinci světle hnědočerní; samce lze rozpoznat podle mírně lesklejšího opeření. Váha poddruhu dannefaerdi dosahuje 20 g. U ostatních 4 poddruhů mají samci černou hlavu s bílým flekem u kořene horní čelisti, černou horní část hrudi a černou svrchní část těla včetně ocasu a křídel. Křídelní letky jsou na bázi bíle zbarvené, což při složení křídla vykresluje příčné bílé pruhování přes křídla. Spodina je žlutá. Subsp. macrocephala, chathamensis a marrineri mají při ostrém přechodu mezi černou horní části hrudi a spodnější žlutou hrudí výrazné sytě žluté až oranžové peří. Nedospělé jedince lze rozpoznat podle světlejšího opeření a jemného pruhování světlou a tmavou barvou na hlavě. Samice poddruhů toitoi, macrocephala a chathamensis mají hnědavou hlavu, hřbet a ocas.

## Biologie
Druh se poměrně hojně vyskytuje v různých typech stanovišť od úrovně moře po subalpinské oblasti. Preferuje hlavně původní lesy (mj. nohoplodové, pabukové a manuko-kanukové porosty), avšak běžně se vyskytuje i v druhotných lesích, zvláště pokud jsou starší. Vzácněji obývá i oblasti pozměněné člověkem jako jsou zahrady a parky. Populace ze Snárských ostrovů se vyskytuje i v travnatých oblastech. Lejsčíci celoročně obývají svá teritoria, která vehementně brání proti vetřelcům všeho druhu. Žijí usedavě, avšak mladí jedinci se během disperze mohou rozletět i desítky kilometrů daleko a mohou překonat i nehostinná otevřená prostranství včetně vodních ploch a měst. Byl zdokumentován jedinec subsp. toitoi, který byl odchycen v pohoří Hunua na Severním ostrově a vypuštěn na ostrově Tiritiri Matangi, a později byl spatřen zpět v pohoří Hunua. Přímá vzdálenost mezi oběma místy je 56 km včetně 10 km dlouhé oceánské plochy.
Živí se různými bezobratlými živočichy jako jsou pavouci, brouci, mouchy, můry, různonožci a wety. Vzácněji sezobnou i ovoce. Potravu sbírají samostatně nebo v páru, výjimečně ve smíšených hejnech zahrnujících i jiné ptačí druhy.

### Hnízdění

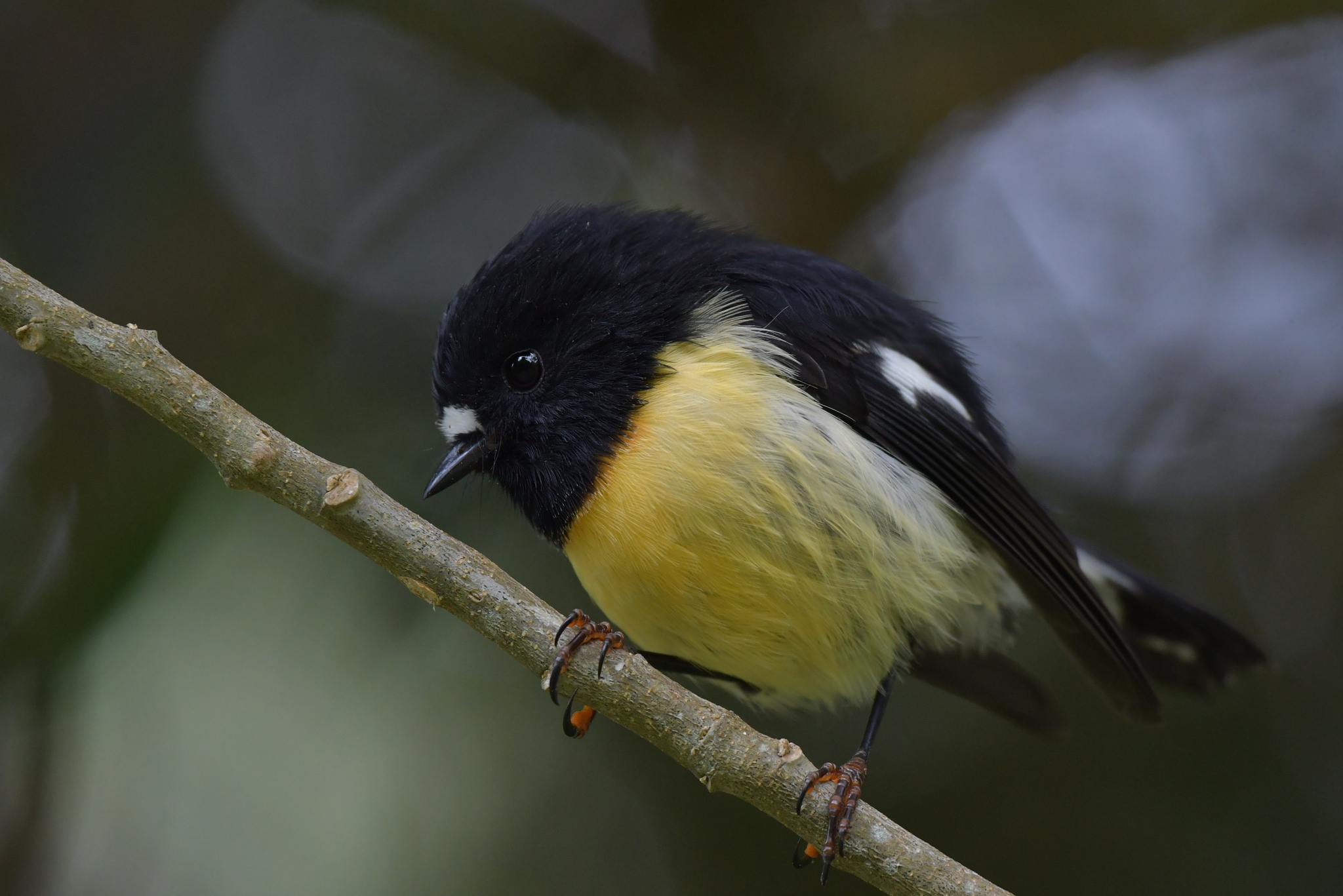
Subsp. chathamensis

Lejsčíci novozélandští celoročně žijí na teritoriu se svým partnerem. Hnízdní sezóna začíná v prosinci, kdy se samci začnou ozývat svými namlouvacími písněmi, které gradují v srpnu. Hnízdo z chrastí, stromové kury, rostlinných vláken a mechu staví pouze samice. Vystýlku tvoří šupiny kapradinových stromů společně s jemnými travami, mechem a peřím. Hnízdo se nachází na stromě 1–10 m nad zemí, a to typicky ve větvení stromu nebo v jamce kmenu po odumřelé větvi. Doba kladení vajec se liší v závislosti na poddruhu, např. na Severním a Jižním ostrově dochází ke kladení vajec od září do ledna, zatímco na Chathamských ostrovech to je od září do poloviny prosince. Samice klade v denních intervalech 3–6 krémových vajec elipsovitého tvaru se žlutofialovými flíčky na širším vrcholu. Vejce mívá rozměr 18×15 mm, nicméně průměrné rozměry vajec i jejich průměrný počet se může lišit podle poddruhu. Inkubuje pouze samice po dobu 15–17 dní. Při inkubování je samice krmena samcem. Ptáčata po narození krmí oba rodiče, avšak v případě nového zahnízdění roli hlavního pečovatele přebírá samec, zatímco samice začne hnízdit jinde. Takto může pár lejsčíků vyvést i tři snůšky za rok, v případě selhání některé z nich mohou zahnízdit až 6× ročně. Ptáčata se rozlétají po 17–20 dnech od vylíhnutí. Potravu si začínají shánět kolem věku 28 dní, avšak rodiče je přikrumují až někdy do 35 dní, načež dochází k disperzi. Poprvé zahnizďují v prvním roce života.

## Ohrožení
Stavy lejsčíků patrně poklesly po vykácení novozélandských nížinných lesů a po introdukci invazních druhů savců. Lejsčíci se však dobře adaptovali na změny v krajině způsobené člověkem a jejich populace je dnes stabilní. Subsp. chathamensis vymizel z Chathamova ostrova v 70. letech 20. století a v roce 1976 byl odstraněn z ostrovů Mangere a Little Mangere, aby se podpořila obnova populací lejsčíků chathamských (Petroica traversi). V roce 1987–1989 však byli reintrodukováni na Mangere a samovolně osídlili i Little Mangere. Mezinárodní svaz ochrany přírody populaci hodnotí jako málo dotčenou.